# Буряк Ігор Васильович
Буря́к І́гор Васи́льович (нар. 12 січня 1983, Київ) — український футболіст, захисник.

## Кар'єра
У ДЮФЛ виступав за київську ДЮСШ-14 і «Динамо». З 2000 по 2002 рік виступав за німецький клуб «Заксен» (Лейпциг). Взимку 2003 потрапив до донецького «Металургу». В основному грав за «Металург-2». 21 серпня 2004 дебютував за основу в Кубку України в матчі проти дніпродзержинської «Сталі» (2:3). Узимку 2005 року перейшов у харківський «Арсенал», який через пів року передав свої права ФК «Харків», де Ігор Буряк за наступні 2 сезони зіграв 10 матчів у Прем'єр-лізі. Пізніше грав за маріупольський «Іллічівець» і овідіопольський «Дністер».
У липні 2009 року перейшов до сімферопольської «Таврії», контракт був підписаний за схемою «1+1». Єдиний матч за кримчан у Прем'єр-лізі зіграв 18 жовтня 2009 року в матчі проти київського «Арсеналу» (2:2). Ігор вийшов у стартовому складі команди, а на 46 хвилині його замінив Ілля Галюза. Ще два матчі провів за «Таврію» у Кубку України.
26 лютого 2011 року Буряк знову підписав контракт з овідіопольським «Дністром».
У серпні 2014 року підписав річний контракт із клубом Першої ліги «Гірник» (Кривий Ріг).
Ігор Буряк заявлений клубом «ТСК-Таврія» у 2015 році, з яким став виступати у Прем'єр-лізі окупованого Криму. Згодом грав за інші команди того турніру «Кизилташ» та «Рубін» (Ялта).

### Кар'єра в збірній
У 1999 році провів 6 матчів за юнацьку збірну України до 17 років.